# Кардаво
Кардаво — село в Городищенском районе Пензенской области. Входит в состав Юловского сельсовета.

## География
Село расположено в восточной части области на расстоянии примерно в 22 километрах по прямой к востоку-северо-востоку от районного центра Городище.
Часовой пояс
Село Кардаво как и вся Пензенская область, находится в часовой зоне МСК (московское время). Смещение применяемого времени относительно UTC составляет +3:00.

## Население
| 1864 | 1877 | 1896 | 1911 | 1926 | 1930 | 1939 |
| ---- | ---- | ---- | ---- | ---- | ---- | ---- |
| 270  | ↗346 | ↗472 | ↗594 | ↗747 | ↗810 | ↗846 |
| 1959 | 1979 | 1989 | 1996 | 2002 | 2010 |      |
| ↘583 | ↘341 | ↘289 | ↗317 | ↘238 | ↘213 |      |

Национальный состав
Согласно результатам переписи 2002 года, в национальной структуре населения русские составляли 94 % из 238 чел..